# 니키 아무카버드
니키 아무카버드(영어: Nikki Amuka-Bird, 1976년 4월 1일 ~ )는 나이지리아 태생의 영국의 배우이다. 《토치우드》, 《주피터 어센딩》에 출연하였다.

## 출연 작품
- 프라이빗 워 - 리타 윌리엄스 역
- 올드